# Jaason Simmons
Jaason Simmons (12 de julio de 1970) es un actor australiano, conocido por su rol de Logan Fowler en la serie de televisión Baywatch.

## Filmografía
| Películas  | Películas                              | Películas            | Películas                                     |
| Año        | Título                                 | Papel                | Nota(s)                                       |
| ---------- | -------------------------------------- | -------------------- | --------------------------------------------- |
| 1996       | Page 73                                |                      |                                               |
| 1997       | Velocity Trap                          | Simms, Endeavor Crew |                                               |
| 1997       | The Sea Wolf                           |                      | Alternative title: Jack London's The Sea Wolf |
| 1997       | Nowhere                                | The Teen Idol        |                                               |
| 1998       | Frankenstein Reborn!                   | Victor               |                                               |
| 1998       | The Pass                               | Blackjack Dealer     | Título alternativo: Highway Hitcher           |
| 2000       | Frankenstein & the Werewolf Reborn!    | Victor               |                                               |
| 2003       | The Devil's Tattoo                     | Vincent              | Título alternativo: Ghost Rig                 |
| 2006       | Bloody Mary                            | Dr. Daniels          |                                               |
| 2006       | Mad Cowgirl                            | Jonathan Hunter      |                                               |
| 2009       | Friends of Dorothy                     | Dr. Harvard Young    | Cortometraje                                  |
| 2012       | Forgiving Winona                       |                      |                                               |
| 2013       | Sharknado                              | Baz Hogan            | SyFy Original Movie                           |
| Televisión |                                        |                      |                                               |
| Año        | Título                                 | Papel                | Nota(s)                                       |
| 1993       | Paradise Beach                         | Harry Tait           | 1 episodio                                    |
| 1994–1997  | Baywatch                               | Logan Fowler         | 48 episodios                                  |
| 1995       | Baywatch the Movie: Forbidden Paradise | Logan Fowler         | Telefilme                                     |
| 1997       | Viper                                  | Steve Hoffman        | 1 episodio                                    |
| 2000       | This Is How the World Ends             | Australian Guy       | Telefilme                                     |